# Textulariina
Textulariina es un suborden de foraminíferos del Orden Textulariida que agrupa taxones tradicionalmente incluidos en el Suborden Textulariina s.l. o en el Orden Textulariida s.l. Su rango cronoestratigráfico abarca desde el Bajociense (Jurásico medio) hasta la Actualidad.

## Clasificación
Textulariina incluye a las siguientes superfamilias:
- Superfamilia Eggerelloidea
- Superfamilia Textularioidea
- Superfamilia Chrysalidinoidea